# Frou-Frou (film 1918)
Frou-Frou è un film del 1918 diretto da Alfredo De Antoni.